# Стари надгробни споменици у Доњим Бранетићима
Стари надгробни споменици у Доњим Бранетићима (Општина Горњи Милановац) представљају добро очувану споменичку целину и значајан извор података за проучавање генезе становништва овог места.

## Доњи Бранетићи
Село Доњи Бранетићи налази се у централном делу општине Горњи Милановац. Граничи се са атарима села Љеваја, Врнчани, Ручићи, Горњи Бранетићи и Озрем. Село је разбијеног типа, са већим бројем засеока.
Насеље под овим именом први пут се помиње у турском дефтеру из 1528. године као село Бранетићи. Поновно насељавање вршено је у време Првог српског устанка становништвом из Босне и Херцеговине, Црне Горе и Старог Влаха. Како је село било веома велико, половином 19. века подељено је на два дела - Горње и Доње Бранетиће.
Сеоска слава је Мали Спасовдан.

### Сеоско гробље
Сачуван је релативно велики број старих надгробних обележја, преко којих се може пратити генеза споменика карактеристичних за овај крај. Хронолошки најстарији су масивни крстови и вертикалне плоче са стилизованим геометријским урезима. Бројчано доминирају споменици у облику стуба, од којих су неки великих димензија.